# Siwa Prommas
Siwa Prommas (thailändisch ศิวะ พรหมมาศ; * 14. Januar 1994), auch als Ton bekannt, ist ein thailändischer Fußballspieler.

## Karriere
2013 spielte Siwa Prommas in Samut Prakan beim damaligen Drittligisten Samut Prakan United FC. Wo er 2014 gespielt hat, ist unbekannt. 2015 wechselte er zum ebenfalls in der Dritten Liga spielenden Raj-Pracha FC. 2016 wurde er vom Erstligisten Navy FC aus Sattahip verpflichtet. Die Saison 2018 schloss der Club mit einem 16. Tabellenplatz ab und er musste somit den Weg in die Zweite Liga, der Thai League 2, antreten. 2019 erreichte der Club einen 16. Tabellenplatz. Absteigen musste der Club nicht, da Army United und Thai Honda FC sich aus der Liga zurückzogen und Ubon United die Lizenz verweigert wurde. Bis heute spielte er 50 Mal für die Navy in der Ersten- und Zweiten Liga. 2020 wechselte er nach vier Jahren zum Ligakonkurrenten MOF Customs United FC nach Bangkok. Für die Customs absolvierte er 17 Zweitligaspiele. Ende Dezember 2020 unterschrieb er einen Vertrag beim Ligakonkurrenten Sisaket FC in Sisaket. Am Ende der Saison musste er mit Sisaket in die dritte Liga absteigen. Für Sisaket bestritt er 14 Ligaspiele. Nach dem Abstieg verließ er Sisaket und ging nach Bangkok. Hier nahm ihn der Bangkok FC unter Vertrag. Der Hauptstadtverein spielte in der dritten Liga, wo er in der Bangkok Metropolitan Region antrat.  Die Saison 2023/24 feierte er mit dem Bangkok FC die Meisterschaft der Region sowie den Aufstieg in die zweite Liga.

## Erfolge
Bangkok FC
- Thai League 3 – Bangkok Metropolitan: 2023/24  ▲